# Huncovce
Huncovce (in ungherese Hunfalva, in tedesco Hunsdorf, in latino Villa Canis) è un comune della Slovacchia facente parte del distretto di Kežmarok, nella regione di Prešov.